# Kerry O'Malley
Kerry O'Malley (Nuevo Hampshire, Estados Unidos; 5 de septiembre de 1969) es una actriz estadounidense, destacada por sus participaciones en cine, televisión y teatro.
Sus padres son Tony O'Malley y Marianne O'Malley y su hermano es el también actor Mike O'Malley. Kerry O'Malley fue criada en Nashua, Nueva Hampshire. Se educó en la Universidad de Duke y el Instituto de Teatro American Repertory Theater de Formación Avanzada en la Universidad de Harvard. Ella es una de los cuatro hijos. 
Ella reside en Los Ángeles con su marido, policía, escritor y asesor técnico médico, Karl Sonnenberg. Ha participado en muchas producciones cinematográficas, televisivas y teatrales.

## Filmografía
- Snowpiercer  (2020) - Lilah Folger
- Survivor's Remorse (2014) - Savannah
- Masters of Sex (2014) - Bee Faunce
- Those Who Kill (2014) - Mia
- Rizzoli & Isles (2014) - Mrs. Osmanski
- Shameless (2011-2014) - Kate
- Hart of Dixie (2011-2013) - Beverly Mayfair
- 666 Park Avenue (2012) - Enfermera Potter
- Boardwalk Empire (2012) - Edwina Shearer
- Harry's Law (2012) - Mrs. Donner
- Law & Order: Los Angeles (2011) - Alice Darnell
- The Mentalist (2011) - Vivian Griswold
- Detroit 187 (2011) - Audrey Wiler
- The Whole Truth (2010) - Renee Dentzer
- Bones (2010) - Claire Casper
- Criminal Minds (2010) - Kendra Sayer
- Past Life (2010) - Jackie
- Cold Case (2010) - Suzie Hill
- Brotherhood (2006-2008) - Mary Kate Martinson
- Monk* (2008) - Susan Donovan
- Kidnapped (2007) mujer del operador
- Law & Order (2006) - Megan Carlisle
- My Name Is Earl (2006) - Sargenta Nancy
- The King of Queens (2005) - Anna
- Charmed (2004) - Enfermera Ann
- Without a Trace (2004) - April
- The Mike O'Malley Show (1999) - Ella misma
- Law & Order (1996-1999) - Millie Sheridan Bender / Leslie Merrick
- Costello (1998) - Trish Donnelly
- Brooklyn Sur (1997) - Sherry
- NYPD Blue (1997)